# Bay of Polish Geodesists
Bay of Polish Geodesists är en vik i Antarktis. Den ligger i Östantarktis. Australien gör anspråk på området.